# Platynereis dumerilii

Epítome femení de Platynereis dumerilii : el seu cos està ple d'ous grocs.

Epítome masculí de Platynereis dumerilii : la seva part frontal està plena d'esperma blanc, mentre que la seva part posterior és vermella a causa dels vasos sanguinis.

Platynereis dumerilii és una espècie de poliquet anèl·lid. Platynereis dumerilii viu a les aigües marines costaneres de zones temperades a tropicals. Es pot trobar en una àmplia gamma des de les Açores, el Mediterrani, al mar del Nord, el canal de la Mànega i l'Atlàntic fins al cap de Bona Esperança, al mar Negre, al mar Roig, al golf Pèrsic, al mar del Japó, el Pacífic i les illes Kerguelen. Platynereis dumerilii és avui un important animal de laboratori, es considera un fòssil vivent, i s'utilitza en molts estudis filogenètics com a organisme model.
Platynereis dumerilii es presenta preferentment en hàbitats de vegetació poc profund, tant en fons durs coberts de macroalgues, com associats amb pastures marines. Durant l'etapa adulta pre-madura, P. dumerilii habita en tubs mucosos que secreta i construïx incorporant petits trossos d'algues de l'entorn circumdant. Este comportament s'anomena "jardineria", ja que les espècies d'algues s'utilitzen sovint com a aliment pels cucs. També es creu que reduïx el risc de depredació. Els tubs es troben més comunament units a diversos macròfits que creixen en fons durs poc profunds, com ara pastures marines, algues marrons, verdes i vermelles.

## Descripció
Platynereis dumerilii és un petit poliquet nereid marí: els mascles aconsegueixen una longitud de 2 a 3 cm, mentre que les femelles arriben a mesurar de 3 a 4 cm. Com una sèrie de fils d'invertebrats, Platynereis dumerilii té un axocord, un múscul longitudinal aparellat que mostra semblances sorprenents amb la notocorda pel que fa a la posició, l'origen del desenvolupament i el perfil d'expressió.

## Habitat
La majoria de les col·leccions registrades de P. dumerilii es troben a profunditats de fins a 10 m, amb una salinitat de la superfície del mar de 30 a 35 unitats pràctiques de salinitat (PSU; equivalent a o/00) i a temperatures entre 10 i 15 °C. No obstant això, l'espècie també es troba a més profunditat, associada a bancs rocosos i gorgònies, tot i que aquests registres semblen associats a macroalgues a la deriva d'hàbitats menys profunds i en decadència. Tanmateix, la qüestió de la distribució de la profunditat de P. dumerilii encara està oberta i requereix una investigació addicional, per exemple, si hi ha una especiació.

## Genoma
El genoma de Platynereis dumerilii és diploide (2n cromosomes ) amb un conjunt haploide de n = 14 cromosomes. Conté aproximadament 1 Gbp (giga parells de bases). Esta mida del genoma és propera a la mitjana observada per a altres animals. No obstant això, en comparació amb molts organismes models moleculars d'invertebrats, aquesta mida del genoma és força gran i, per tant, és un repte identificar elements reguladors del gen que poden estar lluny del promotor corresponent.

## Cronobiologia: estudi dels ritmes circadians
La cronobiologia, l’estudi dels ritmes biològics, ha guanyat una atenció significativa en els darrers anys, especialment per entendre els factors ambientals i endògens que regulen els rellotges biològics de diversos organismes. P. dumerilii, un cuc poliquet marí, s’ha convertit en un organisme model clau per estudiar la cronobiologia, oferint una visió sobre la interacció entre els ritmes circadians i els senyals ambientals com la llum, les marees i la temperatura.
P. dumerilii presenta ritmes circadians clars, amb el seu comportament i fisiologia estretament lligats als cicles de llum i foscor del seu hàbitat marí. El rellotge circadià de P. dumerilii controla comportaments clau com la locomoció, l’alimentació i els cicles reproductius. La investigació ha demostrat que la llum juga un paper central en la sincronització del rellotge circadià en aquests poliquets, similar al que s’observa en altres organismes marins.
Diferents estudis van revelar que P. dumerilii té un conjunt de gens opsina—proteïnes sensibles a la llum implicades en la regulació circadiana—que s’expressen en el seu cervell. Aquestes opsines ajuden l’organisme a percebre els senyals lumínics ambientals, que, al seu torn, sincronitzen el seu rellotge intern amb el món extern. Aquesta sincronització és crítica per al moment de la reproducció de P. dumerilii, ja que els cicles reproductius de l’espècie estan influenciats per les fases lunars, suggerint una interacció complexa entre els ritmes circadians i circalunars.
Més enllà del ritme circadià de 24 hores, P. dumerilii també mostra una ritmicitat lunar, amb la reproducció que es produeix en sintonia amb el cicle lunar. El rellotge circalunar regula el comportament de desovament, assegurant que els gàmetes es llancen en els moments òptims per a la fertilització. Els estudis han demostrat que P. dumerilii utilitza tant la fotoperiodicitat (cicle de llum/foscor) com la informació de les fases lunars per a temporitzar la reproducció de manera precisa. Es va demostrar que el ritme circalunar en P. dumerilii està governat per un oscil·lador molecular diferent del rellotge circadià, però que ambdós sistemes treballen conjuntament per adaptar els cicles reproductius de l’organisme al context ambiental. Aquesta recerca ha proporcionat una comprensió més profunda de com els organismes marins sincronitzen els seus processos biològics amb els cicles ambientals, contribuint a un coneixement més ampli en la cronobiologia. També assenyala una maquinària molecular sofisticada en P. dumerilii, que implica diferents conjunts de gens per regular els ritmes diaris i lunars, tot i que encara queda molt per descobrir sobre com aquests dos rellotges es comuniquen i es regulen mútuament.
A nivell molecular, P. dumerilii posseeix gens de rellotge canònics, com ara clock i period, que estan implicats en el manteniment de la ritmicitat circadiana. L’expressió d’aquests gens oscil·la de manera rítmica, coordinant-se amb els senyals lumínics ambientals. En el seu estudi sobre els perfils d’expressió gènica de P. dumerilii, es van trobar que molts d’aquests gens de rellotge estan conservats entre espècies, reforçant la importància dels mecanismes circadians en la regulació dels ritmes biològics tant en vertebrats com en invertebrats. La presència d’aquests gens de rellotge indica que P. dumerilii utilitza vies genètiques similars a altres organismes per a la regulació circadiana. No obstant això, el que diferencia aquesta espècie és la seva capacitat per integrar tant els senyals circadians com els lunars a través de vies moleculars distintes però interconnectades.
P. dumerilii destaca com a organisme model per a la cronobiologia a causa de la seva capacitat per harmonitzar múltiples cicles rítmics—circadians, circalunars i fins i tot estacionals. Aquestes capacitats estan regulades a través d’una xarxa complexa de mecanismes genètics i moleculars. La investigació sobre la cronobiologia de P. dumerilii no només amplia la nostra comprensió sobre com els organismes s’adapten al seu entorn, sinó que també proporciona valuosos coneixements sobre la conservació evolutiva dels rellotges biològics entre diversos tàxons.